# Тервіль (Базель-Ланд)
Тервіль (нім. Therwil) — громада  в Швейцарії в кантоні Базель-Ланд, округ Арлесгайм.

## Географія
Громада розташована на відстані близько 65 км на північ від Берна, 14 км на захід від Лісталя.
Тервіль має площу 7,7 км², з яких на 29,2% дозволяється будівництво (житлове та будівництво доріг), 46% використовуються в сільськогосподарських цілях, 24,3% зайнято лісами, 0,5% не є продуктивними (річки, льодовики або гори).

## Демографія
2019 року в громаді мешкало 9918 осіб (+3,4% порівняно з 2010 роком), іноземців було 17,4%. Густота населення становила 1295 осіб/км².
За віковим діапазоном населення розподілялося таким чином: 19,8% — особи молодші 20 років, 56,4% — особи у віці 20—64 років, 23,8% — особи у віці 65 років та старші. Було 4280 помешкань (у середньому 2,3 особи в помешканні).
Із загальної кількості 3140 працюючих 103 було зайнятих в первинному секторі, 580 — в обробній промисловості, 2457 — в галузі послуг.